# 奴隸區 我與23個奴隸
《我與23個奴隸》是岡田伸一所撰寫的日本小說系列，連載於小說漫畫投稿網站「EVERYSTAR」，2013年起雙葉社開始出版單行本。由大石普人繪畫的改編漫畫自2012年開始發行10冊。並在2018年4月13日推出電視動畫。真人电影于2014年6月28日在日本上映。

## 故事簡介
「你心中有著與其殺掉，不如讓對方活著，好好將他折磨的對象嗎？」網路流傳著一項奇妙的器具「SCM（Slave‧Control‧Method）」，據說持有者之間可展開對決，落敗的一方將無法拒絕勝者的命令。
因緣際會下得到「SCM」的24名男女，包括上班族、男公關、風塵女郎、暴力份子…等，每個人為了復仇、金錢、榮耀等不同目的進行對決，意圖使對方臣服於自己。歷經一場場腥風血雨的詐欺風暴，最後露出笑容的人會是誰呢？

## 登場角色
荒川英亞（聲：山村響）
職業不明，生活似乎很無聊，被大田佑嘉邀請，幫助大田在成為奴隸的時候重回自由，並獲得由大田提供的300萬資金，一直沒有佩戴SCM。是墨田廚子王丸最初的飼養者，後被佑嘉騙後，廚子王丸淪為佑嘉的奴隸，但是大田佑嘉淪為奴隸後，改變了想法而戴上SCM解救了佑嘉，並下決心解救其馀所有奴隸，後解救了澀谷幸，港瀧尾得到18位奴隸後，與立川慎之介和江戶川龍櫻合作對付港瀧尾，成功擊敗港瀧尾後，解放所有因為SCM而被奴隸的人們。
大田佑嘉（聲：鈴木崚汰）
職業不明，慎之介的朋友，口頭上說開始想用出售SCM來賺錢，後來承認對和SCM擁有者比賽感興趣，邀請英亞幫助他在其成為奴隸的時候解放他。與英亞合作收取了新宿和彩花兩個奴隸，騙了荒川英亞並將廚子王丸變為奴隸，被東台不二子邀請比試，失敗後淪為東台不二子的奴隸，後被英亞解救，成為英亞的奴隸，動畫第11拯救澀谷幸失敗，被「審判SCM」判輸淪為世田谷的奴隸，世田谷敗給港瀧尾後，淪為港瀧尾的奴隸，港瀧尾被荒川英亞等人擊敗後，荒川英亞解放了所有因為SCM而被奴隸的人們，重新恢復自由與立川慎之介重新和好並且要好好還他錢。
江戶川龍櫻（聲：泊明日菜）
少年，非常聰明，可能知道SCM製作的原理和生產製作者的信息，一直研究SCM，並在blog發表，父親不在，母親為承擔債務在風俗店工作，龍櫻想通過獲取奴隸工作替母親償還債務，擁有大量奴隸，動畫10集被世田谷用「審判SCM」奪走所有的奴隸，為了奪回樹里亞，並與立川慎之介和荒川英亞合作對付港瀧尾，成功擊敗港瀧尾後，成功救回樹里亞，與荒川英亞進行最後一場比賽並敗北後，荒川英亞解放了所有因為SCM而被奴隸的人們，重新恢復自由，練馬無音也同意放龍櫻的媽媽自由以還龍櫻救了他的人情。
葛飾樹里亞（聲：千本木彩花）
酒店女，高中輟學，父母雙亡，喜歡新宿誠也後來成為他的女友，新宿成為彩花的奴隸後，被迫離開新宿，並辭退了工作。被網咖老闆介紹到了龍櫻家居住，被龍櫻戴上SCM，成為龍櫻的奴隸，帶龍櫻找他的媽媽，並協助龍櫻完成了有關SCM的研究。幫助龍櫻獲得新宿誠也和中央當，在自己肩上紋上了龍櫻的刺青，從戴上SCM開始時就一直是龍櫻的奴隸，被「審判SCM」判輸淪為世田谷的奴隸，世田谷敗給港瀧尾後，淪為港瀧尾的奴隸，港瀧尾被荒川英亞等人擊敗後，荒川英亞解放了所有因為SCM而被奴隸的人們，重新恢復自由並回到龍櫻身邊。
新宿誠也（聲：綠川光）
牛郎，樹里亞的男朋友，歌舞伎町東道主俱樂部的1號主人，原本想將彩花納為奴隸時，沒想到被反將一軍，淪為奴隸。之後和彩花對到英亞和佑嘉的一場不利己的遊戲，成為兩人都成為佑嘉的奴隸，當再次見到彩香分手的樹里亞時，並在不知情的情況下進行了比試並輸掉比賽，成為龍櫻的奴隸，動畫第10集被「審判SCM」判輸淪為世田谷的奴隸，世田谷敗給港瀧尾後，淪為港瀧尾的奴隸，港瀧尾被荒川英亞等人擊敗後，荒川英亞解放了所有因為SCM而被奴隸的人們，重新恢復自由。
豐島彩花（聲：木下鈴奈）
召應女，極其喜歡新宿誠也，不惜成為召應女也要將新宿捧為最紅的牛郎，本來答應成為新宿的奴隸，卻在比賽過程中突然變卦，成為主人，知道了新宿的真實想法後，逼迫其與樹里亞分手，後來遇到英亞和大田，四人比試，輸給了大田，成為大田的奴隸，大田敗給台東不二子後，淪為台東不二子的奴隸，但台東不二子與江戶川龍櫻對決後，敗給了江戶川龍櫻，淪為龍櫻的奴隸，動畫第10集被「審判SCM」判輸淪為世田谷的奴隸，世田谷敗給港瀧尾後，淪為港瀧尾的奴隸，港瀧尾被荒川英亞等人擊敗後，荒川英亞解放了所有因為SCM而被奴隸的人們，重新恢復自由。
杉並琉紫衣（聲：西田望見）
OL網聊認識了目黑正數，被目黑正數約出來，遭到強暴。為報復目黑正數購買了SCM，又從慎之介哪裡得到了另一個SCM，引誘目黑正數戴上參與比賽，設計使其成為自己的奴隸。後來與目黑、文京善一一起成為龍櫻的奴隸，隨後三人又因不明原因成為東台不二子的奴隸，台東不二子敗給江戶川龍櫻後，成為江戶川龍櫻的奴隸，動畫第10集被「審判SCM」判輸淪為世田谷的奴隸，世田谷敗給港瀧尾後，淪為港瀧尾的奴隸，港瀧尾被荒川英亞等人擊敗後，荒川英亞解放了所有因為SCM而被奴隸的人們，重新恢復自由。
目黑正數（聲：川津泰彥）
窩囊變態，依靠網絡欺騙杉並，後來被杉並戴上SCM成為奴隸，成為奴隸後，碰到佩戴SCM的文京，想將文京變為自己的奴隸，卻被文京毆打，被文京逼迫，強行比賽成為文京奴隸，目前和杉並，文京同為東台不二子的奴隸，台東不二子敗給江戶川龍櫻後，成為江戶川龍櫻的奴隸，被世田谷椿戴上的「審判SCM」判輸，強制成為其的奴隸，世田谷敗給港瀧尾後，淪為港瀧尾的奴隸，港瀧尾被荒川英亞等人擊敗後，荒川英亞解放了所有因為SCM而被奴隸的人們，重新恢復自由。
足立栞（聲：八島莎拉拉）
公主咖啡店員工，在工作時莊重大雅，平時如同普通青年。與女裝的中野大樹相遇後，接觸SCM，並答應與中野比賽，比賽中遇到小狗墨田廚子王丸，並產生友誼。輸給中野後，遇到文京，為保護中野稱自己是主人，被文京毆打，變為文京奴隸，後被廚子王丸所救，遇上前來營救的中野，中央等人一同成為了龍櫻的奴隸，動畫第10集被「審判SCM」判輸淪為世田谷的奴隸，世田谷敗給港瀧尾後，淪為港瀧尾的奴隸，港瀧尾被荒川英亞等人擊敗後，荒川英亞解放了所有因為SCM而被奴隸的人們，重新恢復自由。
中野大樹（聲：村瀨步）
女裝少年，很喜歡足立栞，想讓足立栞成為自己的奴隸（小說中描寫中野想讓足立栞成為奴隸，再命令足立栞成為自己的主人），購買了兩個SCM，實施計劃，使栞變為他的奴隸，本打算立刻解放，卻遇到了文京，在栞的保護下逃跑，遇到了樹里亞，和中央，樹里亞一起解救了栞，並擊敗了文京，一同成為了龍櫻的奴隸，動畫第10集被「審判SCM」判輸淪為世田谷的奴隸，世田谷敗給港瀧尾後，淪為港瀧尾的奴隸，港瀧尾被荒川英亞等人擊敗後，荒川英亞解放了所有因為SCM而被奴隸的人們，重新恢復自由。
文京善一（聲：稻田徹）
暴力流氓,一身蠻力，被黑社會組長看中，並給予他一個SCM，許諾讓其成為繼承人。戴上SCM後，遇到了目黑，通過目黑知道了SCM的使用方法，並將目黑，杉並收為奴隸。完成無音的任務後遇到競爭對手慎之介，並決定獲得更多奴隸。遇上栞和中野，毆打栞強行比賽使其成為奴隸，卻被小狗廚子王丸打敗。中央，栞，中野一同將文京擊敗後，一同成為龍櫻奴隸。目前文京與杉並、目黑三人為東台不二子的奴隸，台東不二子敗給江戶川龍櫻後，又再次成為江戶川龍櫻的奴隸，動畫第10集被「審判SCM」判輸淪為世田谷的奴隸，世田谷敗給港瀧尾後，淪為港瀧尾的奴隸，港瀧尾被荒川英亞等人擊敗後，荒川英亞解放了所有因為SCM而被奴隸的人們，重新恢復自由。
中央中（聲：小西克幸）
創業家，事業有成的中年人，努力工作而很少顧家，妻子去世後，很懷念自己的妻子，在酒店中被葛飾樹里亞算計而成為奴隸，告訴栞要盡量學會懷疑，並且在龍櫻要求的工作中表現的非常冷靜，周全，是該書中人氣較高的人物之一，自從成為奴隸後一直就是龍櫻的奴隸。動畫第10集被「審判SCM」判輸淪為世田谷的奴隸，世田谷敗給港瀧尾後，淪為港瀧尾的奴隸，港瀧尾被荒川英亞等人擊敗後，荒川英亞解放了所有因為SCM而被奴隸的人們，重新恢復自由。
品川零（聲：國立幸）
麵包工廠員工，幼時被同學集體欺負後，離開學校後，在麵包工廠上夜班。每晚八點半準時工作，習慣在河堤邊散步。不想影響別人，也不想被別人影響，只想安靜地活著。後來被龍櫻設下全套，成為龍櫻的奴隸，這也導致江東清的心靈產生，並且在龍櫻第一次命令時逃跑，之後被捕獲，成為龍櫻的奴隸，並在江東清的人格時，假裝擊敗板橋月光，叛逃龍櫻的手中，但最後淪為港瀧尾的奴隸，港瀧尾被荒川英亞等人擊敗後，荒川英亞解放了所有因為SCM而被奴隸的人們，重新恢復自由。
江東清
擁有自己的SCM，不與品川零共用同一個SCM，品川零的親生母親，在零很小的時候就在一場車禍中身亡，與千代田真理矢在年輕時兩人好友關係，在零被設計淪為龍櫻的奴隸的瞬間，心靈突然在零體內產生，使著零有類似雙重人格的感覺，在零被淪為奴隸後，以品川零的身體去委託千代田真理矢，請求她的幫忙讓零能從奴隸中解脫，不料自己的兒子零和千代田真理矢都淪為了港瀧尾的奴隸，但換成江東清的人格時則不是對方的奴隸，所以可自由行動，無視港瀧尾的命令並奪走鑰匙，幫助荒川英亞脫困。
港瀧尾（聲：白井悠介）
相貌普通沒有什麼才能，希望通過收取奴隸把幾個人賺的錢全納為己有。購買SCM後，遇到朋友帶他去酒店，碰到了剛剛帶上SCM的澀谷幸，幸不知道如何使用SCM，而成為了港瀧尾的奴隸，動畫11集港瀧尾名下的奴隸包括不二子、涉谷、世田谷等18位，被荒川英亞等人擊敗後，荒川英亞解放了所有因為SCM而被奴隸的人們，雖然重新恢復自由，但被綁住由練馬無音與其手下們帶走。
澀谷幸（聲：結城光）
學生，來東京求學在酒店打工，因為相貌漂亮可愛成為酒店的頭牌，後來樹里亞加入酒店後，一個月業績就超過了涉谷，涉谷購買了SCM（小說中為其男友購買）以為是矯正牙齒的，戴上還沒閱讀說明書，就去上班了，恰好遇到了港瀧尾，和港瀧尾比賽成為港的奴隸。被英亞解救，變為英亞的奴隸，被世田谷椿戴上的「審判SCM」判輸，強制成為其的奴隸，世田谷敗給港瀧尾後，再一次淪為港瀧尾的奴隸，港瀧尾被荒川英亞等人擊敗後，荒川英亞解放了所有因為SCM而被奴隸的人們，重新恢復自由。
墨田廚子王丸（聲：宮田幸季）
英亞的飼養犬。墨田博士在牠受傷迷路時撿回來，為了報答感恩之情成了SCM實驗的開發平台。之後墨田教授自殺，其助手世田谷私自將SCM給廚子王丸戴上。廚子王丸離開，遇到栞等人。 重新回到英亞身邊後，佑嘉為了拉攏英亞而設局奴隸牠，然而因為英亞將被台東不二子奴隸後的佑嘉奪回，所以牠也很自然地成為英亞的奴隸，動畫第11一同去拯救澀谷幸但失敗，被「審判SCM」判輸淪為世田谷的奴隸，世田谷敗給港瀧尾後，淪為港瀧尾的奴隸，港瀧尾被荒川英亞等人擊敗後，荒川英亞解放了所有因為SCM而被奴隸的人們，重新恢復自由回到英亞身邊。
北南（聲：上村彩子）
練馬的孫女，女子高中生，與爺爺練馬無音一同對決英亞，配合爺爺練馬監視英亞的舉動，但在與英亞的比試中落敗，和他的爺爺成了英亞的奴隸，動畫第11拯救澀谷幸失敗，被「審判SCM」判輸淪為世田谷的奴隸，世田谷敗給港瀧尾後，淪為港瀧尾的奴隸，港瀧尾被荒川英亞等人擊敗後，荒川英亞解放了所有因為SCM而被奴隸的人們，重新恢復自由。
板橋月光（聲：河西健吾）
千代田真理矢的忠實信仰者，但千代田真理矢認為他有點神經質。
練馬無音（聲：堀內賢雄）
無音組會長，經營多個風俗店和酒店，龍櫻的債主,文京的SCM是由他贈送的，並表明自己沒有佩戴（估計是騙人的），本人被自己的孫女北南變成了奴隸。龍櫻曾安排樹里亞去和練馬比賽，但被練馬識破，並威脅樹里亞，後來龍櫻放棄將練馬收為奴隸的想法。在和英亞的比試中落敗，和他的孫女成了英亞的奴隸，動畫第11拯救澀谷幸失敗，被「審判SCM」判輸淪為世田谷的奴隸，世田谷敗給港瀧尾後，淪為港瀧尾的奴隸，港瀧尾被荒川英亞等人擊敗後，荒川英亞解放了所有因為SCM而被奴隸的人們，重新恢復自由並解放龍櫻的媽媽以還龍櫻救了他的人情，並下令手下們追緝逃走的世田谷椿。
千代田真理矢（聲：早川沙希）
受到江東清的委託，她希望能幫助他保護零，不料在戴上SCM之後，遭遇港瀧尾，被要求進行比試而敗北，淪為港瀧尾的奴隸，港瀧尾被荒川英亞等人擊敗後，荒川英亞解放了所有因為SCM而被奴隸的人們，重新恢復自由。
世田谷椿（聲：興津和幸）
墨田研究室的研究員，發現了SCM的強大後，毀掉有關SCM的資料後，離開實驗室，並戴上了「審判SCM」，雖然將一堆人淪為奴隸，但被淪為港瀧尾奴隸的台東不二子設計，將「審判SCM」的秘密（「審判SCM」無法強制將未輸過的SCM持有者淪為奴隸）全部透漏給台東不二子，與港瀧尾的比試敗給了港瀧尾，淪為其的奴隸，港瀧尾被荒川英亞等人擊敗後，荒川英亞解放了所有因為SCM而被奴隸的人們，重新恢復自由後逃離現場不見蹤影。
立川慎之介（聲：森久保祥太郎）
大田佑嘉的朋友，酒店和風俗店的員工，無音的手下，擁有SCM，據大田說他打算出售轉讓SCM，曾出售SCM給杉並琉紫衣，留給東台不二子一個SCM，在中野大樹和立足栞的比賽中為立足栞的伙伴，在酒店門口打過港瀧尾，和文京曾經是競爭對手，受到荒川英亞的委託，決定一同幫忙，並與江戶川龍櫻和荒川英亞合作對付港瀧尾，成功擊敗港瀧尾後，與大田佑嘉重新和好並且要佑嘉好好還他錢。
台東不二子（聲：荒浪和沙）
知性御姐，自稱是一個頭腦古怪的人，卻持有藥劑師與教師執照。SCM是慎之介留給她的，起初擁有文京善一、目黑正數、杉並琉紫衣，三個奴隸，給龍櫻和大田佑嘉發出挑戰書，戰勝大田佑嘉後，輸給了龍櫻，成為奴隸，並被安排進入一所學校，在學校遇到世田谷，被世田谷椿戴上的「審判SCM」判輸，強制成為其的奴隸，但不知啥時淪為了港瀧尾的奴隸，並設計世田谷，讓其也淪為了港瀧尾的奴隸，港瀧尾被荒川英亞等人擊敗後，荒川英亞解放了所有因為SCM而被奴隸的人們，重新恢復自由。

## 出版書籍

### 小說
| 雙葉社 | 雙葉社         | 雙葉社                 |
| 標題   | 發售日期       | ISBN                   |
| ------ | -------------- | ---------------------- |
|        | 2012年3月16日  | ISBN 978-4-575-23760-3 |
|        | 2012年8月3日   | ISBN 978-4-575-23781-8 |
|        | 2012年12月14日 | ISBN 978-4-575-23797-9 |
|        | 2014年6月20日  | ISBN 978-4-575-23867-9 |

| 冊數 | 雙葉社         | 雙葉社                 | 尖端出版       | 尖端出版               |
| 冊數 | 發售日期       | ISBN                   | 發售日期       | ISBN                   |
| ---- | -------------- | ---------------------- | -------------- | ---------------------- |
| 1    | 2013年11月14日 | ISBN 978-4-575-51631-9 | 2014年3月25日  | ISBN 978-957-105-539-8 |
| 2    | 2014年1月9日   | ISBN 978-4-575-51644-9 | 2014年6月26日  | ISBN 978-957-105-614-2 |
| 3    | 2014年3月13日  | ISBN 978-4-575-51661-6 | 2014年10月28日 | ISBN 978-957-105-689-0 |
| ex   | 2014年5月15日  | ISBN 978-4-575-51677-7 | 2015年4月22日  | ISBN 978-957-105-911-2 |

### 漫畫
奴隸區 我與23個奴隸
| 冊數 | 雙葉社         | 雙葉社                 | 尖端出版       | 尖端出版               |
| 冊數 | 發售日期       | ISBN                   | 發售日期       | ISBN / EAN             |
| ---- | -------------- | ---------------------- | -------------- | ---------------------- |
| 1    | 2012年12月12日 | ISBN 978-4-575-84171-8 | 2014年3月25日  | EAN 471-770-226-030-9  |
| 2    | 2013年4月26日  | ISBN 978-4-575-84224-1 | 2014年6月26日  | EAN 471-770-226-032-3  |
| 3    | 2013年8月28日  | ISBN 978-4-575-84281-4 | 2014年6月26日  | EAN 471-770-226-033-0  |
| 4    | 2013年12月27日 | ISBN 978-4-575-84328-6 | 2014年11月20日 | EAN 471-770-226-298-3  |
| 5    | 2014年5月28日  | ISBN 978-4-575-84416-0 | 2015年9月8日   | EAN 471-770-226-695-0  |
| 6    | 2014年10月28日 | ISBN 978-4-575-84519-8 | 2016年1月13日  | ISBN 978-957-106-439-0 |
| 7    | 2015年3月27    | ISBN 978-4-575-84602-7 | 2016年5月19日  | ISBN 978-957-106-636-3 |
| 8    | 2015年9月25日  | ISBN 978-4-575-84685-0 |                |                        |
| 9    | 2016年5月12日  | ISBN 978-4-575-84801-4 |                |                        |
| 10   | 2016年10月28日 | ISBN 978-4-575-84874-8 |                |                        |

大奴隸區 你與1億3千萬個奴隸
| 冊數 | 雙葉社         | 雙葉社                 |
| 冊數 | 發售日期       | ISBN                   |
| ---- | -------------- | ---------------------- |
| 1    | 2017年5月27日  | ISBN 978-4-575-84976-9 |
| 2    | 2017年11月28日 | ISBN 978-4-575-85071-0 |
| 3    | 2018年4月28日  | ISBN 978-4-575-85148-9 |

## 電視動畫
電視動畫以漫畫版為改編藍本，2018年4月起於TOKYO MX頻道放送。

### 製作團隊
- 原作 - 岡田伸一、大石普人[18]
- 監督、系列構成、腳本 - 倉谷涼一[18]
- 人物設計、總作畫監督 - 後藤潤二（日语：ごとうじゅんじ）[18]
- 道具設計 - 枝松聖[18]
- 美術監督 - 倉田憲一[18]
- 色彩設計 - 津守裕子[18]
- 攝影監督 - 藤田智史[18]
- 3DCGI - 伴善徳[18]
- 錄音 - 長谷川朋史[18]
- 2D設計 - 越阪部ワタル[18]
- 編輯 - 櫻井崇[18]
- 音響監督 - 阿部信行[18]
- 音樂 - 長田直之[18]
- 音樂製作人 - 安田spacey尊行[18]
- 音樂制作 - SPACEY MUSIC ENTERTAINMENT[18]
- 製作人 - 小沼利行、中野雄一、柱山泰佐、森田剛、山崎史紀、鈴木英昭、鈴木良兵、吉田裕二、清水広行、安田spacey尊行、仲矢義彥、三枝俊光、五味智明、八田紳作
- 動畫製作人 - 河井敬介、渡邊隆之
- 動畫製作 - ZERO-G×TNK[18]
- 製作 - 「奴隷區 The Animation」製作委員會（博報堂、双葉社、博報堂DY Music & Pictures、Blue、ZERO-G、カカオジャパン、エイ・クラフト、SPACY MUSIC ENTERTAINMENT、イコロ、東販、かぴばら、MediaNet）

### 主題曲
片頭曲
填詞、作曲、主唱：阪本獎悟，編曲：田中隼人
片尾曲「BJ」
填詞：安田尊行，作曲、編曲：MIRAI SHOW，主唱：Pile

### 各話列表
| 話數 | 日文標題 | 中文標題 | 分鏡     | 演出     | 作畫監督 |
| ---- | -------- | -------- | -------- | -------- | --- |
| #01  |          | 選擇     | 倉谷涼一 | 倉谷涼一 | 後藤潤二、神田岳、渡邊遙                                                                                        |
| #02  |          | 束縛     | 西島克彦 | 鈴木薰   | 中島美子、清水勝祐 服部益實、齊藤香織                                                                           |
| #03  |          | 受虐     | 柳澤哲也 | 朝岡卓矢 | 石動仁、岩永浩輔 神田岳、櫻井拓郎 二宮奈那子、細田沙織 渡邊遙                                                   |
| #04  |          | 計劃     | 大畑晃一 | 松本佳久 | 山村俊了、齋藤香織、津熊健德                                                                                    |
| #05  |          | 困惑     | 木宮茂   | 和田哲也 | 小林一三、和田哲也                                                                                              |
| #06  |          | 自覺     | 柳澤哲也 | 安藤貴史 | 服部憲知、櫻井拓郎 栗井重紀、森悅史 本田創一、冨田佳亨 服部益實、松本和志                                       |
| #07  |          | 隸屬     | 倉谷涼一 | 吉田俊司 | 岩永浩輔、宇都木勇 神田岳、齊藤佳子 福永純一、渡邊遙                                                            |
| #08  |          | 發覺     | 西島克彦 | 鈴木薰   | 服部益實、中島美子 清水勝祐、齊藤香織                                                                           |
| #09  |          | 交錯     | 大畑晃一 | 朝岡卓矢 | 齊藤佳子、中島美子 清水勝祐、神田岳 宮澤努、岩永浩輔 櫻井拓郎、齊藤香織 朝岡卓矢、二宮奈那子                    |
| #10  |          | 墜落     | 柳澤哲也 | 相浦和也 | 藤原潤、宇都木勇 服部益實、中島美子 齊藤香織、清水勝祐 齊藤佳子、岩永浩輔 越智博之、山下敏成                    |
| #11  |          | 收穫     | 西島克彦 | 水本葉月 | 櫻井拓郎、栗井重紀 服部益實、青野厚司 北澤典子、服部真澄 富田佳享、森山剛史 齊藤佳子、朝岡卓矢 宇田美咲、狩野都 |
| #12  |          | 引爆     | 倉谷涼一 | 白石道太 | 神田岳、齊藤佳子 中島美子、清水勝祐 宮澤努、岩永浩輔 櫻井拓郎、朝岡卓矢 後藤潤二                                |

### 播放電視台
| 播放期間        | 播放時間           | 播放電視台 | 対象地域 | 備註                |
| --------------- | ------------------ | ---------- | -------- | ------------------- |
| 2018年4月13日 - | 星期五 1:00 - 1:30 | BS11       | 日本全域 | BS放送 / ANIME+頻道 |
|                 | 星期五 1:05 - 1:35 | TOKYO MX   | 東京都   | 作品的舞台地        |
| 2018年4月14日 - | 星期六 0:30 - 1:00 | AT-X       | 日本全域 | CS放送 / 重播       |

網路由Netflix於日本獨佔配信播出。

## 真人电影
2014年6月28日在日本上映。主演为秋元才加与本乡奏多。

## 外部連結
- （日語）我與23個奴隸系列 - Evista
- （日語）電影「奴隸區 我與23個奴隸」官方網站（页面存档备份，存于）
- （日語）【官方】「奴隸區　The Animation」（页面存档备份，存于）
- （日語）「奴隸區」動畫官方的X（前Twitter）